# Flagey, Haute-Marne
Flagey là một xã thuộc tỉnh Haute-Marne trong vùng Grand Est đông bắc nước Pháp.